# Rodrigo Bentancur
Rodrigo Bentancur Colmán (phát âm tiếng Tây Ban Nha: [roðɾiɣo entaŋˈkuɾ]; sinh ngày 25 tháng 6 năm 1997) là một cầu thủ bóng đá chuyên nghiệp người Uruguay hiện đang thi đấu ở vị trí tiền vệ cho câu lạc bộ Premier League Tottenham Hotspur và đội tuyển bóng đá quốc gia Uruguay.
Bentancur bắt đầu sự nghiệp của mình trong hệ thống cầu thủ trẻ của câu lạc bộ Boca Juniors vào năm 2009. Anh sau đó được thăng cấp lên đội một vào năm 2015, và giành được hai danh hiệu Primera División và một Copa America. Anh đã được câu lạc bộ Juventus của Ý ký hợp đồng vào năm 2017, nơi anh đã giành được hai danh hiệu Serie A liên tiếp trong số các danh hiệu khác.
Ở cấp độ quốc tế, anh là thành viên của đội tuyển U20 Uruguay đã giành chức vô địch U-20 Nam Mỹ 2017. Anh cũng đã ra mắt đội hình chính cho Uruguay vào năm 2017, sau đó anh đại diện cho đất nước tham gia hai kỳ FIFA World Cup (vào các năm 2018 và 2022) và ba kỳ Copa America (vào các năm 2019, 2021 và 2024), trong đó anh và các đồng đội giành được hạng ba chung cuộc tại Copa America 2024.

## Thống kê sự nghiệp

### Câu lạc bộ
Tính đến ngày 19 tháng 5 năm 2024
| Boca Juniors        | 2015                | Argentine Primera División | 18  | 0 | 6  | 0 | —  | — | 1  | 0 | —   | — | 25  | 0 |
| Boca Juniors        | 2016                | Argentine Primera División | 11  | 1 | 3  | 0 | —  | — | 5  | 0 | —   | — | 19  | 1 |
| Boca Juniors        | 2016–17             | Argentine Primera División | 22  | 0 | 0  | 0 | —  | — | 0  | 0 | —   | — | 22  | 0 |
| Boca Juniors        | Tổng cộng           | Tổng cộng                  | 51  | 1 | 9  | 0 | —  | — | 6  | 0 | –   | – | 66  | 1 |
| Juventus            | 2017–18             | Serie A                    | 20  | 0 | 2  | 0 | —  | — | 5  | 0 | 0   | 0 | 27  | 0 |
| Juventus            | 2018–19             | Serie A                    | 31  | 2 | 1  | 0 | —  | — | 7  | 0 | 1   | 0 | 40  | 2 |
| Juventus            | 2019–20             | Serie A                    | 30  | 0 | 5  | 1 | —  | — | 7  | 0 | 1   | 0 | 43  | 1 |
| Juventus            | 2020–21             | Serie A                    | 33  | 0 | 4  | 0 | —  | — | 7  | 0 | 1   | 0 | 45  | 0 |
| Juventus            | 2021–22             | Serie A                    | 19  | 0 | 1  | 0 | —  | — | 5  | 0 | 1   | 0 | 26  | 0 |
| Juventus            | Tổng cộng           | Tổng cộng                  | 133 | 2 | 13 | 1 | —  | — | 31 | 0 | 4   | 0 | 181 | 3 |
| Tottenham Hotspur   | 2021–22             | Premier League             | 17  | 0 | 1  | 0 | —  | — | —  | — | —   | — | 18  | 0 |
| Tottenham Hotspur   | 2022–23             | Premier League             | 18  | 5 | 1  | 0 | 1  | 0 | 6  | 1 | —   | — | 26  | 6 |
| Tottenham Hotspur   | 2023–24             | Premier League             | 23  | 1 | 1  | 0 | 0  | 0 | —  | — | —   | — | 24  | 1 |
| Tottenham Hotspur   | Tổng cộng           | Tổng cộng                  | 58  | 6 | 3  | 0 | 1  | 0 | 6  | 1 | —   | — | 68  | 7 |
| Tổng cộng sự nghiệp | Tổng cộng sự nghiệp | Tổng cộng sự nghiệp        | 184 | 3 | 22 | 1 | 32 | 0 | 4  | 0 | 247 | 4 |     |   |

1. 1 2  Số lần ra sân tại Copa Libertadores
2. 1 2 3 4 5 6  Số lần ra sân tại UEFA Champions League
3. 1 2 3 4  Ra sân tại Supercoppa Italiana

### Quốc tế
Tính đến ngày 13 tháng 7 năm 2024
| Uruguay   | Uruguay | Uruguay | Uruguay |
| Năm       | Trận    | Bàn     |         |
| --------- | ------- | ------- | ------- |
| 2017      | 4       | 0       |         |
| 2018      | 13      | 0       |         |
| 2019      | 12      | 0       |         |
| 2020      | 4       | 0       |         |
| 2021      | 12      | 0       |         |
| 2022      | 9       | 1       |         |
| 2023      | 2       | 0       |         |
| 2024      | 9       | 2       |         |
| Tổng cộng | 65      | 3       |         |

### Bàn thắng cho đội tuyển quốc gia
| #  | Ngày                | Địa điểm                                      | Đối thủ  | Bàn thắng | Kết quả     | Giải đấu                      |
| -- | ------------------- | --------------------------------------------- | -------- | --------- | ----------- | ----------------------------- |
| 1. | 1 tháng 2 năm 2022  | Sân vận động Centenario, Montevideo, Uruguay  | Paraguay | 1–0       | 1–0         | Vòng loại FIFA World Cup 2022 |
| 2. | 27 tháng 6 năm 2024 | Sân vận động MetLife, East Rutherford, Hoa Kỳ | Bolivia  | 5–0       | 5–0         | Copa América 2024             |
| 3. | 13 tháng 7 năm 2024 | Sân vận động Hard Rock, Miami, Hoa Kỳ         | Canada   | 1–0       | 2–2 (4–3 p) | Copa América 2024             |

## Danh hiệu
Boca Juniors
- Argentine Primera División: 2015, 2016–17
- Copa Argentina: 2014–15

Juventus
- Serie A: 2017–18, 2018–19, 2019–20
- Coppa Italia: 2017–18, 2020–21
- Supercoppa Italiana: 2018, 2020

Tottenham Hotspur
- UEFA Europa League: 2024–25[3]

U20 Uruguay
- South American Youth Football Championship: 2017[4]

Đội tuyển Uruguay
- Copa América hạng ba: 2024[5]